# Milínov
Milínov (deutsch Milinau) ist eine Gemeinde mit 186 Einwohnern in Tschechien. Sie liegt fünf Kilometer nordwestlich von Spálené Poříčí am Rande des Brdywaldes und gehört zum Okres Plzeň-jih. Die Katasterfläche beträgt 1229 ha.

## Geographie
Der Ort befindet sich in 438 m ü. M. östlich des Úslavatales im Quellgebiet des Milínovský potok. Nördlich liegt das Tal des Kornatický potok im Brdywald mit den Resten der Burg Lopata. Im Osten liegt der Hügel Pramný (519 m), der zum Naturreservat erklärt wurde.
Nachbarorte sind Kornatice im Nordwesten, Lipnice und U Nádraží im Osten, Vlkov im Süden, Žákava im Südwesten, Malá Strána und Nezvěstice im Westen, sowie Šťáhlavice, Hájek und Kozel mit dem Schloss Kozel im Nordwesten.

## Geschichte
Die erste urkundliche Erwähnung des zu Strašice gehörigen Dorfes Milinow erfolgte 1379. Durch die Rosenberger wurde der Ort der Herrschaft Vlčtejn zugeordnet und kam dann 1532 zu Žákava. Von 1601 bis zur Ablösung der Patrimonialherrschaften im Jahre 1850 war Milínov Teil der Herrschaft Šťáhlavy. 1750 lebten in dem nach Chválenice gepfarrten Dorf 121 Menschen.
1886 wurde die Dorfschule eröffnet und 1890 hatte Milínov einschließlich der Lopata-Mühle, dem Hegerhaus und drei Forsthäusern 424 Einwohner.
Der Kornatický rybník ist ein Naturbad und Erholungsgebiet und bei Hájek besteht ein Campingplatz.

## Gemeindegliederung
Für die Gemeinde Milínov sind keine Ortsteile ausgewiesen. Zur Gemeinde gehören mehrere Forsthäuser und die Ferienhaussiedlungen Baba und Kornatický rybník.

## Sehenswürdigkeiten
- Kapelle auf dem Dorfplatz, erbaut um 1800
- Waldschloss in Kozel
- Tal des Kornatický potok im Brdywald mit den Resten der Burg Lopata
- historische Bauerngehöfte am Dorfplatz
- Forsthaus Hádek im Brdywald, an der Stelle eines wüsten Dorfes